# 22a Mostra Internacional de Cinema de Venècia
La 22a Mostra Internacional de Cinema de Venècia va tenir lloc del 20 d'agost al 3 de setembre de 1961.

## Jurat
- Filippo Sacchi (Itàlia) (president)[2]
- Lev Arnshtam (URSS)
- Giulio Cesare Castello (Itàlia)
- Jean de Baroncelli (França)
- John Hubley (EUA)
- Gian Gaspare Napolitano (Itàlia)
- Leopoldo Torre Nilsson (Argentina)

## Pel·lícules en competició
| Títol original               | Director(s)        | País de producció |
| ---------------------------- | ------------------ | ----------------- |
| Samson                       | Andrzej Wajda      | Polònia           |
| Tu ne tueras point           | Claude Autant-Lara | França            |
| Victim                       | Basil Dearden      | Regne Unit        |
| Banditi a Orgosolo           | Vittorio De Seta   | Itàlia            |
| Mir vkhodyashchemu           | Aleksandr Alov     | Unió Soviètica    |
| Il brigante                  | Renato Castellani  | Itàlia            |
| Summer and Smoke             | Peter Glenville    | Estats Units      |
| Vanina Vanini                | Roberto Rossellini | Itàlia            |
| L'Année dernière à Marienbad | Alain Resnais      | França            |
| Yojimbo                      | Akira Kurosawa     | Japó              |
| Il giudizio universale       | Vittorio De Sica   | Itàlia            |

### Fora de concurs
- Léon Morin, prêtre de Jean-Pierre Melville ( França/ Itàlia)

## Premis
- Lleó d'Or:
  - L'Année dernière à Marienbad (Alain Resnais)
- Premi Especial del Jurat:
  - Mir vkhodiaixtxemu (Aleksandr Alov)
- Copa Volpi:
  - Millor Actor - Toshiro Mifune - (Yojimbo)
  - Millor Actriu - Suzanne Flon - (Tu ne tueras point)
- Millor primer treball
  - Banditi a Orgosolo (Vittorio De Seta)
- Premi Nou Cinema 
  - Banditi a Orgosolo (Vittorio De Seta)
- Premi San Giorgio 
  - Banditi a Orgosolo (Vittorio De Seta)
- Premi FIPRESCI 
  - Il Brigante (Renato Castellani)
- Premi OCIC 
  - Il posto (Ermanno Olmi)
- Premi Pasinetti 
  - Mir vkhodiaixtxemu (Aleksandr Alov)
  - Seccions paral·leles - Il posto (Ermanno Olmi)
- Premi dels cineclubs italians
  - Banditi a Orgosolo (Vittorio De Seta)
- Premi de la Ciutat d'Imola
  - Il posto (Ermanno Olmi)
- Premi de la Ciutat de Venècia
  - Léon Morin, prêtre (Jean-Pierre Melville)